# Martin Lang
Martin Lang, född den 14 juni 1968 i Saarbrücken, Tyskland, är en tysk kanotist.
Han tog VM-guld i C-1 i slalom 1995 i Nottingham.